# Склар, Эйб
Эйб Склар (англ. Abe Sklar) — американский математик, профессор-эмерит прикладной математики в Иллинойсском технологическом институте. 
Склар под руководством Тома М. Апостола в Калифорнийском технологическом институте получил степень доктора философии в 1956 году, тема его диссертации «Summation formulas associated with a class of Dirichlet series». В свою очередь, его учениками в Иллинойсском технологическом институте стали геометры Кларк Кимберлинг и  Маджори Сенечал.
В 1959 году Склар ввел понятие и название «копула» в теорию вероятностей и доказал теорему, носящую его имя, теорему Склара. То есть, что многомерные функции распределения могут быть выражены через копулы. Т-нормы Швейцера-Склара также названы в честь Склара и Бертольда Швейцера, которые изучали их вместе в начале 1960-х годов.